# 日本弁護士連合会関連の主な法規の一覧
日本弁護士連合会関連の主な規定の一覧（にほんべんごしれんごうかいかんれんのおもなきていのいちらん）（2008年）。法令及び日本弁護士連合会の規定（会則・会規（規程）・規則・細則）の表題（2008年以後に廃止された日本弁護士連合会の規定を含む）。

## 組織・運営規則

### 総則
- 弁護士法 (1949年)[注 1]
- 弁護士会登記令 (1949年)
- 弁護士法人及び外国法事務弁護士法人の業務及び会計帳簿等に関する規則 (2001年法務省令)
- 総合法律支援法 (2004年)
- 犯罪による収益の移転防止に関する法律 (2007年)
- 日本弁護士連合会会則
- 議事規程

### 登録・資格審査
- 弁護士法 (1949年)
- 行政事件訴訟法 (1962年)
- 弁護士法第5条第1号の機関を定める政令 (1984年）
- 弁護士法第5条の2第3項の手数料の額を定める政令 (2004年)
- 行政手続法 (1993年)
- 行政手続法施行令 (1994年)
- 行政不服審査法 (2014年全部改正)
- 弁護士法第5条の規定による弁護士業務についての研修に関する規則
- 登録取扱規則
- 弁護士となる資格に係る認定の手続等に関する規則
- 資格審査手続規程
- 弁護士記章規則
- 登録等証明取扱規則
- 弁護士等の身分証明書の発行に関する規則
- 外国法事務弁護士登録審査手続規程
- 外国法事務弁護士名簿登録等取扱規則
- 国際司法支援活動弁護士登録制度規則
- 職務上の氏名に関する規程
- 職務上の氏名に関する規則

### 対裁判所関連
- 後見登記等に関する法律 (1999年)
- 破産法 (2004年)
- 成年後見制度の利用の促進に関する法律 (2016年)
- 日本弁護士連合会が推薦する最高裁判所裁判官候補者の選考に関する運用基準
- 裁判所の処置請求に対する取扱規程
- 裁判所の処置請求に対する取扱規則

### 綱紀・懲戒
- 弁護士法 (1949年)
- 行政手続法 (1993年)
- 行政手続法施行令 (1994年)
- 行政不服審査法 (2014年全部改正)
- 行政事件訴訟法 (1962年)
- 綱紀保持共助規則
- 営利業務及び公務に従事する弁護士に対する弁護士会及び日本弁護士連合会の指導・監督に関する基準
- 綱紀委員会及び綱紀手続に関する規程
- 綱紀委員会の部会に関する細則
- 綱紀審査会及び綱紀審査手続に関する規程
- 綱紀審査会の運用状況の公表に関する規則
- 懲戒委員会及び懲戒手続に関する規程
- 懲戒委員会等の議事録等に関する規則
- 弁護士会の懲戒の通知に関する規程
- 懲戒処分の公告及び公表等に関する規程
- 懲戒処分の公表等に関する規則
- 懲戒処分歴の開示に関する規程
- 懲戒処分歴の開示に関する規則
- 外国特別会員綱紀保持共助規則
- 被懲戒弁護士の業務停止期間中における業務規制等について弁護士会及び日本弁護士連合会の採るべき措置に関する基準
- 弁護士法人の業務停止期間中における業務規制等について弁護士会及び日本弁護士連合会の採るべき措置に関する基準
- 外国法事務弁護士綱紀委員会及び綱紀手続に関する規程
- 外国法事務弁護士の懲戒処分の公告及び公表等に関する規程
- 外国法事務弁護士等の懲戒処分の公告及び公表等に関する規程
- 外国法事務弁護士等の懲戒処分歴の開示に関する規程
- 被懲戒外国法事務弁護士の業務停止期間中における業務規制等について弁護士会及び日本弁護士連合会の採るべき措置に関する基準

### 会計・資産
- 会計及び資産に関する規程
- 監事の監査に関する規則
- 会計規則
- 会計細則
- 会館特別会計規程
- 退職手当積立金特別会計規則
- 弁護士業務妨害対策・坂本弁護士基金特別会計規則
- 事務職員能力認定試験・研修事業特別会計規則
- 会長報酬規則
- 副会長報酬規則
- 弁護士職員報酬規則
- 弁護士職員弔事見舞金等規則
- 旅費規則
- 旅費の計算及び支給方法に関する細則
- 講師等謝礼支払基準細則
- 小規模弁護士会助成に関する規程
- 小規模弁護士会助成に関する規則
- 全国弁護士会災害復興の支援に関する規程
- 全国弁護士会災害復興の支援に関する規則
- 「日弁連ひまわり基金」支出に関する規則
- 日弁連創立五十周年記念「日弁連ひまわり基金」設置要綱
- 法律援助事業に関する寄付金取扱規則
- 法律援助基金の支出に関する規則
- 弁護士過疎・偏在対策事業に関する規則
- 弁護士過疎・偏在対策事業に関する規程
- 弁護士偏在解消のための経済的支援に関する規程
- 弁護士偏在解消のための経済的支援に関する規則
- 東日本大震災に伴う弁護士過疎・偏在対策事業に関する規則の特例を定める規
- 災害復興支援基金の設置、管理及び支出に関する規則
- 難民認定法律援助基金に関する規則
- 犯罪被害者法律援助基金に関する規則
- 消費者特別基金の設置、管理及び支出に関する規則
- 少年・刑事財政基金に関する規程
- 少年・刑事財政基金寄付金募集規則
- 少年・刑事財政基金の支出に関する規則
- 当番弁護士等緊急財政基金に関する規程
- 当番弁護士等緊急財政基金会計に関する規則
- 人権特別基金の設置、管理及び支出に関する規則
- 弁護士会活動の活性化に要する費用を補助するための特別措置に関する規則
- 国際協力活動基金の設置、管理及び支出に関する規則
- 弁護士過疎・偏在対策のための特別会費徴収の件
- 少年・刑事財政基金のための特別会費徴収の件
- 法律援助基金のための特別会費徴収の件
- 当番弁護士等緊急財政基金のための特別会費徴収の件

### 情報管理
- 文書管理規則
- 文書閲覧謄写規則
- 個人情報保護規則
- 戸籍謄本等請求用紙の使用及び管理に関する規則
- 弁護士情報提供制度に関する規則
- 開示証拠の複製等の交付等に関する規程
- 会員情報の提供の取扱いに関する規則
- 債権回収会社の取締役弁護士の適格性調査に関する規則
- 登録等証明取扱規則
- 個人番号及び特定個人情報保護規則
- 実務家教員情報の開示規則
- 量刑データベースの運営、判決書の保管等に関する規則
- 依頼者の身元確認及び記録保存等に関する規程
- 依頼者の本人特定事項の確認及び記録保存等に関する規程（和文・英文）
- 依頼者の本人特定事項の確認及び記録保存等に関する規則（和文・英文）

### 事務局
- 事務局職制
- 事務局職制に関する規則
- 休日に関する規則
- 感謝及び表彰規則
- 事務職員能力認定制度規則
- 会長選挙規程
- 会長選挙施行細則
- 選挙運動費用の公表等に関する細則
- 役員選任規程
- 事務総長付特別嘱託等の任命に関する規則
- 会長報酬規則
- 副会長報酬規則

### 調査室・広報室・国際室等
- 調査室規程
- 人権救済調査室規則
- 立法対策室規則
- 法曹養成対策室規則
- 司法改革調査室規則
- 広報室規程
- 広報室会議に関する規則
- 国際室規程
- 国際室会議に関する規則
- 情報統計室規則
- 日本司法支援センター対応室規則
- 研修・業務支援室規則

### 福祉厚生・業務支援
- 弁護士互助年金規程
- 弁護士互助年金規則
- 福祉厚生規則
- 会館管理使用規則
- 会館管理使用細則
- 弁護士事務共助規程
- 国際的な子の奪取の民事上の側面に関する条約の実施に伴う弁護士の紹介に関する規則
- 災害弔慰金等の支給に係る弁護士費用の立替事業に関する規則
- 弁護士名簿の登録に関する登録料納付の免除等の基準
- 弁護士名簿等の登録料納付等に関する免除等の基準
- 弁護士名簿の登録料納付の免除等に関する規程
- 会費免除の手続に関する規則
- 出産時の会費免除に関する規程
- 育児期間中の会費免除に関する規程
- 外国特別会員の会費免除の手続に関する規則
- 新人弁護士等養成事務所養成支援補助金について弁護士過疎・偏在対策事業に関する規則の特例を定める規則
- 日弁連推薦留学生等に対する支援等に関する規則
- 法律援助事業に関する規程
- 日本司法支援センター常勤スタッフ弁護士所属弁護士会への助成に関する規程
- 日本司法支援センターの特定情報提供業務にかかる報酬支払いに関する規則
- 日本司法支援センター常勤スタッフ弁護士の養成及び援助に関する規則
- 司法研修所弁護教官及び弁護教官室所付に対する経済的支援に関する規則
- 求人及び求職情報の本会のホームページへの掲載に関する規則
- 全国弁護士間協力ネットワークに関する規則

## 弁護士・弁護士法人関連規則

### 弁護士法・日弁連会則
- 裁判所法 (1947年)
- 検察審査会法 (1948年)
- 司法修習法 (1949年)
- 弁護士法 (1949年)
- 弁護士法人及び外国法事務弁護士法人の業務及び会計帳簿等に関する規則 (2001年)
- 刑事訴訟法 (1948年)
- 公認会計士法 (1948年)
- 特定商取引に関する法律 (1976年)
- 投資信託及び投資法人に関する法律施行令 (2000年)
- 投資信託及び投資法人に関する法律施行規則 (2000年)
- 会社法 (2005年)
- 犯罪による収益の移転防止に関する法律 (2007年)
- 日本弁護士連合会会則
- 法律事務所等の名称等に関する規程
- 事務所名称等の使用文字等に関する規則

### 倫理
- 弁護士倫理
- 弁護士職務基本規程
- 外国法事務弁護士職務基本規程
- 刑事法廷における弁護活動に関する倫理規程
- 性別による差別的取扱い等の防止に関する規則
- ハラスメントの防止に関する規則
- セクシュアル・ハラスメントの防止に関する規則
- セクシュアル・ハラスメントの防止に関する指針
- パワーハラスメントの防止に関する指針
- 債務整理事件処理の規律を定める規程
- 債務整理事件処理の規律を定める規程施行規則
- 多重債務処理事件にかかる非弁提携行為の防止に関する規程
- 多重債務処理事件にかかる非弁提携行為の防止に関する規則
- 預り金等の取扱いに関する規程

### 広告
- 弁護士の業務広告に関する規程
- 弁護士等の業務広告に関する規程
- 業務広告に関する指針
- 外国法事務弁護士等の業務広告に関する規程
- 外国特別会員の業務広告に関する規程
- 弁護士及び弁護士法人並びに外国特別会員の業務広告に関する運用指針
- 法律事務所等の名称等に関する規程及び外国法事務弁護士事務所の名称に関する規程の解釈及び運用の指針

### 弁護士の報酬
- 弁護士の報酬に関する規程
- 外国法事務弁護士の報酬に関する規程

### 届出等
- 公職就任の届出等に関する規程
- 営利業務の届出等に関する規程
- 外国法事務弁護士の公職就任の届出等に関する規程
- 外国法事務弁護士の営利業務の届出等に関する規程
- 外国法共同事業届出等取扱規則
- 外国法事務弁護士による弁護士又は外国法事務
- 外国法事務弁護士による弁護士又は外国法事務弁護士の雇用に関する規程
- 外国法事務弁護士による弁護士又は外国法事務弁護士の雇用届出等取扱規則
- 外国弁護士資格者の雇用の届出に関する規程
- 弁護士の雇用届出等取扱規則
- 外国法事務弁護士法人の届出に関する規則
- 事務所の共同の届出及び表示に関する規則

### 弁護士法人
- 弁護士法 (1949年)
- 組合等登記令 (1964年)
- 弁護士法人規程
- 弁護士法人の業務及び会計帳簿等に関する規則
- 弁護士法人の社員となる資格証明書等規則
- 弁護士法人の届出に関する規則
- 弁護士法人規程に基づく確認事項
- 弁護士法人規程に関する常駐等の確認事項
- 弁護士法人規程に関する表示等の確認事項

### 特別会員
- 沖縄の弁護士資格者等に対する本邦の弁護士資格等の付与に関する特別措置法 (1970年)
- 沖縄の復帰に伴う特別措置に関する法律 (1971年)
- 沖縄弁護士に関する政令 (1972年)
- 沖縄の復帰に伴う特別措置に関する規則
- 特別会員規則

### 外国特別会員
- 外国弁護士による法律事務の取扱いに関する特別措置法 (1986年)
- 外国弁護士による法律事務の取扱いに関する特別措置法施行規則 (1987年)
- 外国特別会員基本規程
- 外国法事務弁護士登録審査手続規程
- 外国法事務弁護士名簿登録等取扱規則
- 外国法事務弁護士の職務上の氏名に関する規程
- 外国法事務弁護士の公職就任の届出等に関する規程
- 外国法事務弁護士の営利業務の届出等に関する規程
- 外国特別会員表示規程
- 外国法事務弁護士記章規則
- 原資格国法及び指定法を記載すべき標識の様式
- 原資格国法及び指定法を表示する標識の様式を定める規則
- 外国特別会員の業務広告に関する規程
- 外国法事務弁護士事務所の名称に関する規程
- 外国法事務弁護士事務所等の名称等に関する規程
- 外国特別会員綱紀保持共助規則
- 外国法事務弁護士綱紀委員会及び綱紀手続に関する規程
- 外国法事務弁護士懲戒委員会及び懲戒手続に関する規程
- 外国法事務弁護士の懲戒処分の公告及び公表等に関する規程
- 外国法事務弁護士等の懲戒処分歴の開示に関する規則
- 外国法事務弁護士等による弁護士又は外国法事務弁護士の雇用に関する規程
- 外国弁護士の雇用の届出に関する規程
- 外国法事務弁護士による弁護士又は外国法事務弁護士の雇用に関する規程
- 外国法事務弁護士による弁護士又は外国法事務弁護士の雇用届出等取扱規則
- 外国法事務弁護士の報酬に関する規程
- 外国法共同事業届出等取扱規則
- 外国法共同事業に関する規程
- 外国法共同事業の表示に関する規則
- 外国法共同事業の表示に関する基準

### 外国法弁護士法人
- 外国法事務弁護士法人規程
- 外国法事務弁護士法人に関する確認事項
- 外国法事務弁護士法人の業務停止期間中における業務規制等について弁護士会及び日本弁護士連合会の採るべき措置に関する基準
- 外国法事務弁護士法人の社員となる資格証明書等規則

### 準会員
- 外国弁護士資格者承認等規則
- 準会員規則
- 昭和二十一年法律第十一号に基く弁護士たる資格を有する者の選考規程

## 委員会・特別委員会等に関する規則

### 特別委員会総則
- 特別委員会規則

### 司法修習・研修・倫理・綱紀
- 司法修習委員会規則
- 日弁連研修センター規則
- 弁護士倫理委員会
- 非弁提携問題対策委員会
- 研修委員会規則
- 日弁連総合研修センター規則
- 倫理研修規程
- 倫理研修規則

### 裁判所関連
- 弁護士推薦委員会規則
- 最高裁判所裁判官推薦諮問委員会
- 処置請求に関する調査委員会規則
- 裁判迅速化法問題対策委員会
- 裁判員制度実施本部
- 裁判官制度改革・地域司法計画推進本部

### 業務
- 弁護士業務改革委員会
- コンピュータ委員会
- 弁護士業務妨害対策委員会
- 債権回収会社に関する委員会
- 業際・非弁問題等対策本部
- 編集委員会規則
- 日弁連機構改革委員会
- 小規模弁護士会協議会
- 三者協議に関する合同会議
- 三者協議員選任等に関する要綱
- 日本弁護士連合会懇話会規則
- 日本弁護士連合会市民会議規則

### 資産会計
- 財務委員会
- 互助年金・福祉厚生委員会規則

### 司法改革
- 司法制度調査会規則
- 弁護士制度改革推進本部
- 法科大学院センター
- 弁護士任官等推進センター
- 日本司法支援センター推進本部
- 法曹人口問題検討会議
- 弁護士業務改革シンポジウム規則
- 弁護士会照会制度委員会
- 外国弁護士及び国際法律業務委員会規則
- 司法調査室規則

### 立法
- 立法対策センター
- 家事法制委員会
- 民事裁判手続に関する委員会
- 知的財産制度委員会
- 知的財産政策推進本部
- 「日本知的財産仲裁センター」の事業に関する委員会
- 日弁連税制委員会
- 労働法制委員会
- 倒産法制等検討委員会
- 民事介入暴力対策委員会規則
- 自由権規約個人通報制度等実現委員会
- 情報問題対策委員会規則
- 教育法制改正問題対策委員会
- 生活保護問題緊急対策委員会
- 財団法人日弁連法務研究財団推進委員会
- 司法シンポジウム規則
- 法的サービス企画推進センター

### 法律相談・法教育
- 行政訴訟センター
- 日弁連公設事務所・法律相談センター
- 日弁連リーガル・アクセス・センター
- ADR（裁判外紛争解決機関)センター
- 市民のための法教育委員会
- 公益財団法人日本弁護士連合会交通事故相談センター

### 公害・環境・災害
- 公害対策・環境保全委員会規則
- 災害復興支援委員会

### 消費者問題
- 消費者問題対策委員会
- 住宅紛争処理機関検討委員会
- 多重債務対策本部
- 消費者行政一元化推進本部
- 債権回収会社に関する委員会

### 国際
- アジア弁護士会会長会議情報センター規則
- 国際交流委員会
- 国際活動に関する協議会
- 国際人権問題委員会
- 国際刑事立法対策委員会

### 人権
- 憲法委員会
- 国際人権問題委員会
- 人権擁護委員会規則
- 人権擁護大会規則
- 両性の平等に関する委員会規則
- 男女共同参画推進本部
- 子どもの権利委員会
- 高齢者・障害者の権利に関する委員会

### 刑事弁護
- 日弁連刑事弁護センター
- 刑事拘禁制度改革実現本部
- 接見交通権確立実行委員会
- 刑事法制委員会
- 犯罪被害者支援委員会
- 拷問等禁止条約に関する協議会
- 日弁連死刑執行停止法制定等提言・決議実現委員会
- 取調べの可視化実現本部
- 国選弁護対応態勢確立推進本部
- 国選弁護シンポジウム規則